# Kabuki
Il Kabuki (歌舞伎?)  è un tipo di rappresentazione teatrale sorta in Giappone all'inizio del XVII secolo; è una forma classica di teatro giapponese, che mescola performance drammatiche con la danza tradizionale. È la più rappresentativa delle forme teatrali giapponesi premoderne, sorta come arte popolare che concentra in sé il dramma, la musica e la danza, circa 400 anni fa insieme al bunraku (arte dei burattini). Il teatro Kabuki è noto per le sue esibizioni fortemente stilizzate, i suoi costumi glamour e altamente decorati e per l'elaborato trucco kumadori indossato da alcuni dei suoi artisti. Si pensa che il Kabuki abbia avuto origine nel primo periodo Edo, quando la fondatrice di questa forma d'arte, Izumo no Okuni, formò una compagnia di danza femminile che eseguiva danze e schizzi leggeri a Kyoto. La forma d'arte in seguito si sviluppò nella sua attuale forma teatrale tutta maschile dopo che alle donne fu vietato di esibirsi nel teatro kabuki nel 1629. Il kabuki si sviluppò durante la fine del XVII secolo e raggiunse il suo apice a metà del XVIII secolo. Nel 2005, il teatro kabuki è stato proclamato dall'UNESCO patrimonio immateriale di eccezionale valore universale. Nel 2008 è stato iscritto nella Lista rappresentativa del patrimonio culturale immateriale dell'umanità.
Durante il periodo Edo, si sviluppò lontano dalla protezione dei nobili e ancora adesso richiama grande pubblico.
Si dice che abbia avuto origine dalla danza eseguita a Kyoto verso il 1603 dalla sacerdotessa Okuni del tempio shintoista Izumo. All'inizio era una danza in cui le donne recitavano i ruoli principali.
Nel periodo successivo il governo proibì la partecipazione delle donne per motivi morali e le parti femminili furono affidate a giovani di bell'aspetto. In seguito anche tale forma venne proibita (1653) ed il kabuki assunse la forma attuale in cui le parti femminili sono affidate a uomini (onnagata). L'interpretazione venne sempre più stilizzata, la tecnica teatrale, i vestiti, il trucco ed i movimenti enfatizzati.

## Origini

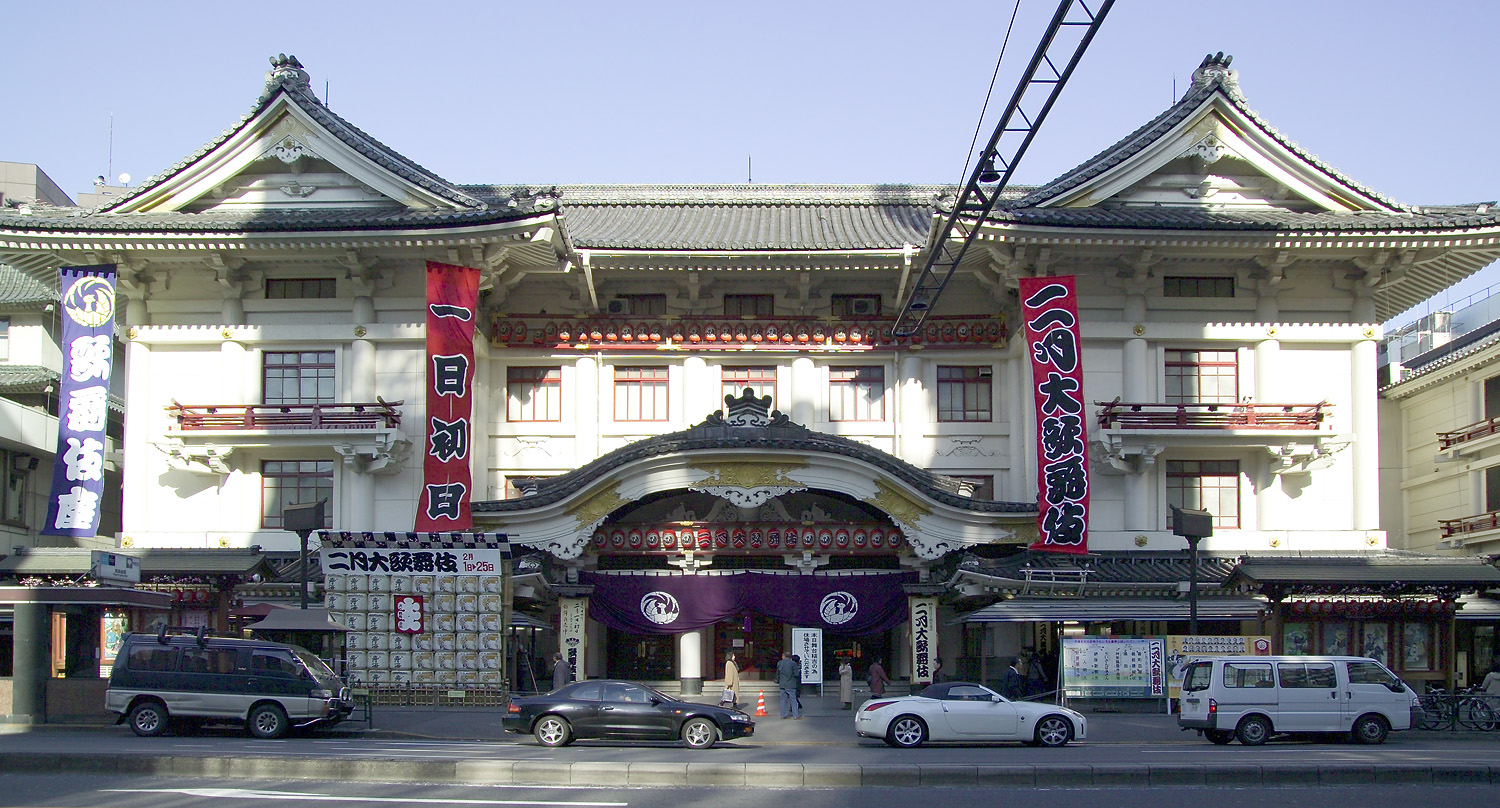
Il Kabukiza nel quartiere di Ginza a Tokyo, uno dei più importanti teatri di kabuki.

Le origini leggendarie di questa forma teatrale vengono fatte risalire al 1603 e fanno riferimento a danze eseguite, sulle rive del fiume Kamo a Kyoto, da un gruppo di danzatrici sotto la guida di Izumo no Okuni. La parola Kabuki è formata da tre ideogrammi: ka (歌? lett. "canto"), bu (舞? lett. "danza"), ki (伎? lett.abilità). Gli ideogrammi scelti a formare il nome sono l'equivalente fonetico della parola kabuki, derivata dal verbo kabuku (lett. "essere fuori dall'ordinario"), che stava ad indicare l'aspetto e il vestiario in voga al tempo di Toyotomi Hideyoshi (1536-1598) e caratteristico dei cosiddetti kabukimono: il loro stile fu poi adottato nelle prime danze di Okumi.
All'inizio recitato solo da donne, in seguito alla proibizione per motivi di morale, interpretato solo da uomini anche per le parti femminili. Gli attori specializzati nei ruoli femminili sono chiamati onnagata. Il Kabuki, fin dai primi tempi del suo sviluppo, mantenne forti legami col teatro dei burattini, cioè il cosiddetto Jōruri (designato in seguito come Bunraku), infatti la struttura delle due forme espressive era analoga. Il Kabuki fu l'espressione teatrale favorita dei cosiddetti chōnin (lett. "abitante della città"), cioè della emergente classe borghese cittadina che comprendeva commercianti, professionisti, artigiani. Quindi di fatto si tratta di una forma popolare, inteso come rivolta ad uno strato ampio della popolazione. La novità di queste opere consisteva nella rappresentazione di fatti, solitamente drammatici, realmente accaduti. Anzi spesso tra l'accaduto e la rappresentazione trascorreva pochissimo tempo. Quindi la rappresentazione teatrale costituiva un vero e proprio mezzo di comunicazione che portava a conoscenza di un gran numero di persone l'accaduto.

## Caratteristiche
Per capire a fondo il Kabuki bisogna considerare che, quando parliamo di forma teatrale, facciamo mentalmente riferimento al significato che questa espressione artistica ha avuto in occidente, a partire dalla Grecia. Ma la struttura del Kabuki è molto diversa dallo schema del teatro occidentale e ciò ha portato taluni a giudizi abbastanza riduttivi. Di fatto le opere non trattano mai argomenti di ordine generale, questioni esistenziali o riflessioni filosofiche derivanti dall'analisi degli avvenimenti. Quindi sono del tutto assenti situazioni quali, ad esempio, un monologo shakespeariano sulla caducità della vita umana o considerazioni dei protagonisti su questioni di carattere politico. Ciò non è che il riflesso del pragmatismo dei chōnin e di quella che era la loro ideologia. Anche la trama e la caratterizzazione dei personaggi sono abbastanza fragili. Le opere sono spesso confezionate a più mani, ognuno dei coautori si occupava di una singola sezione. Il che comportava scarsa unitarietà dell'insieme. In compenso le singole parti, spesso rappresentate autonomamente in sorta di raccolte di scene celebri, sono compiute nella loro struttura. Come per il Nō, e del resto per tutta la cultura artistica giapponese, vale, anche per il Kabuki, il principio secondo cui non viene assegnata preponderanza, come in occidente, alla comunicazione verbale. E spesso ciò comporta una lettura più difficile e sottile (soprattutto per un occidentale) delle singole situazioni. Le vicende sono espresse attraverso l'emotività dei singoli personaggi, il particolare prevale sempre su considerazioni morali o politiche di carattere generale. Ma proprio per questo la tensione emotiva è altissima così come la comunicazione, spesso non verbale, di situazioni emotive forti.

## Struttura scenica
Nei primi tempi le rappresentazioni avvenivano su semplici piattaforme che non mettevano al riparo dagli agenti atmosferici. Col tempo le strutture divennero più complete, fino alla costruzione di edifici veri e propri, alcuni dei quali tuttora esistenti. Un elemento molto particolare di queste opere è il cosiddetto hanamichi (cammino dei fiori), cioè una passerella che gli attori percorrono prima di giungere alla ribalta. Questa soluzione scenica fu mutuata dal teatro Nō. La creazione del palcoscenico girevole (mawari butai) alla fine del Settecento, cioè in netto anticipo rispetto all'occidente, rispondeva all'esigenza di repentini cambi di scena derivanti da un'evoluzione della tecnica scenica, che richiedeva ritmi dell'azione sempre più serrati.